# Scott megye (Illinois)
Scott megye az Amerikai Egyesült Államokban, azon belül Illinois államban található. Megyeszékhelye és legnagyobb városa Winchester. Lakosainak száma 4949 fő (2020. április 1.). Scott megye Morgan, Greene és Pike megyékkel határos.

## Népesség
A megye népességének változása:
| Lakosok száma | 5334 | 5229 | 5282 | 5222 | 5092 | 4949 |
|               | 2010 | 2011 | 2012 | 2013 | 2015 | 2020 |